# Carl Scherres

Carl Scherres

Carl Friedrich Wilhelm Scherres (* 31. März 1833 in Königsberg i. Pr.; † 21. April 1923 in Berlin-Schöneberg) war ein deutscher Maler.

## Leben
Mit 16 Jahren kam Scherres 1849 an die Kunstakademie Königsberg und widmete sich dort vor allem der Landschaftsmalerei. Einer seiner Studienkollegen war Hugo Knorr. 1853 begleitete er seinen Lehrer August Behrendsen auf dessen Studienreise den Rhein entlang und durch die Schweiz und Oberitalien. Nach den Skizzen, Entwürfen und Studien dieser Reise entstanden später im Atelier einige seiner interessantesten Werke der Ölmalerei.
Zwischen 1859 und 1866 wirkte Scherres als freischaffender Maler in Danzig. Nach einem kurzen Abstecher in seiner Vaterstadt ging Scherres im Frühjahr 1867 nach Berlin. Dort berief ihn im darauffolgenden Jahr der Verein der Berliner Künstlerinnen als Zeichenlehrer an diese Damenakademie.
Die Zeit des Deutsch-Französischen Kriegs verbrachte Scherres mit verschiedenen Verwaltungsaufgaben und wurde nach Kriegsende wieder Dozent an der privaten Kunstschule. 1878 wird er zu Professor benannt. In dieser Zeit entstand auch eines seiner wichtigsten Bilder, die „Überschwemmung in Ostpreußen“ (Nationalgalerie Berlin).
Der 53-jährige Scherres lernte 1886 in Berlin die junge polnisch-jüdische Pianistin Flora Friedenthal (1859–1939) kennen und heiratete sie. Die Ehe blieb kinderlos. Friedenthal hatte am Moskauer Konservatorium unter anderem bei Nikolai Grigorjewitsch Rubinstein studiert und bereits im Alter von 16 Jahren mit der Klaviersonate Nr. 29 (Beethoven) (Hammerklavier) ihr Studium glanzvoll abgeschlossen.

## Rezeption
Scherres thematisierte in seinen Bildern oft Landschaften in einer melancholischen Stimmung, meistens aus der Mark Brandenburg. Stilistisch gekonnt ist bei Scherres auch die Darstellung von Wasser; z. B. „Überschwemmung in Ostpreußen“.

## Werke
- Nach Sonnenuntergang an einem Sumpf
- Abend am Rand eines Eichenwaldes
- Mittag auf der Höhe
- Bei Schneegestöber im Dorf
- Waldhütte in der Dämmerung
- Artushof (Staffage von Wilhelm Stryowski)